# Belgiens riksvapen
Belgiens riksvapen innehåller ett gyllene lejon på svart botten, vilket är Belgiens nationalsymbol. I det "stora" riksvapnet återfinns förutom skölden, två sköldhållare i form av lejon, ett band med nationens ordspråk på franska och holländska: L'union fait la force / Eendracht maakt macht, vilket betyder endräkt ger styrka. Sköldhållarna håller i Belgiens flagga medan de nio provinsflaggorna finns överst.